# 血手
《血手》（義大利語：Il gatto dagli occhi di giada）是一部1977年的意大利铅黄电影，由安東尼奧·比多共同編劇和導演。美國版有一段在美國拍攝的額外簡短片尾画面，與其他版本略有不同。赫爾曼·科恩共同製作了這部電影。

## 剧情
一名名叫瑪拉的年輕舞者在藥劑師被謀殺後不久就到藥店打電話，但兇手把門關上，阻止她進入。由於擔心她知道得太多，兇手很快就企圖殺害她，她只好搬去和男友盧卡斯住在一起尋求保護。又有幾人開始被謀殺，其中一人的頭被按進烤盘，另一人被勒死在浴缸裡。對盧卡斯來說，一名名叫帕斯夸莱·费兰特的越狱杀人犯似乎是最有可能的嫌疑人，因為大多數受害者都是费兰特謀殺案審判的陪審員。盧卡斯後來發現線索可以追溯到第二次世界大戰，涉及一群納粹通敵分子的事件。